# San Jose (Californien)
 Denne artikel omhandler den californiske by San Jose. Opslagsordet har også en anden betydning, se San José.
San Jose er en by i den vestlige del af den amerikanske delstat Californien med 1.001.921 indbyggere i 2010. Byens navn betyder på spansk "Sankt Josef".
Byen er grundlagt i 1777 af spanierne og er administrativt centrum for det amerikanske county Santa Clara County. 
San Jose indgår i rækken af de sammenhængende bymæssige bebyggelser rundt om San Francisco Bugt og gennemskæres af Guadelupe-floden. Byen anses som hovedbyen for Silicon Valley og byens erhvervsliv er præget af en række højteknologiske firmaer. I området dyrkes endvidere en del frugt.

## Personer fra San Jose
- Robin DiAngelo (1956-), forfatter
- Steve Wozniak, født i San Jose